# トレヴァー・アンソニー
トレヴァー・ウィリアム・アンソニー（Trevor William Anthony, 1912年10月28日 - 1984年8月4日）は、ウェールズのバス歌手。
アンマンフォード近郊ティクロイスの生まれ。ギリム・リチャード・ジョーンズに音楽の手ほどきを受け、21歳の時にアイステズボドの歌唱コンクールで優勝している。この優勝を受けて歌手のヘンリー・プランケット・グリーンに激励される。1935年から1939年までロンドン王立音楽院でノーマン・アリンの薫陶を受けた。在学中の1937年からウェストミンスター大聖堂の聖歌隊で歌ったが、第二次世界大戦中は演奏家としてのキャリアを中断し、海軍に所属した。戦後、1946年にトーマス・ビーチャムに抜擢されてリヒャルト・ワーグナーの《トリスタンとイゾルデ》の放送にマルケ王として出演して活動を再開した。1948年からコヴェントガーデン王立歌劇場に出演し、リーズ、エディンバラ、オールドバラの各音楽祭やプロムス等にも招待されるようになった。
ロンドンにて没。